# アービンジャー・インスティチュート
アービンジャー・インスティチュート（英: Arbinger Institute）は、世界25カ国に支部を持ち、世界のリーディング企業や個人に対してトレーニングやコンサルティング、コーチングなどを提供している国際研究機関である。

## 概要
トレーニングやコンサルティング、コーチングといったサービスを提供するとともに、個人および組織のマインドセットに変化を起こし、リーダーのコンプライアンス強化、イノベーションの推進をサポートしている。自己欺瞞の考え方を通じて、自律的な社員の育成、組織風土改善を行っている。また、それらを実現するためのデジタルツールの提供も行っている。「アービンジャー（Arbinger）」とは「先駆者（harbinger）」に由来しており、アービンジャー・インスティチュートは「変化の先駆者」という意味を込めて名付けられた。
書籍の内容は、個人ではなく、あくまで組織の活動の中の一部であり、アービンジャーという組織の考えのもとに考案され、その名の下で働く全ての個人の努力の集積であるという考えから、書籍は個人名ではなく「アービンジャー・インスティチュート」の名の元で発行している。

## 沿革
- 1979年 - 哲学者であるテリー・ワーナー（英語: C. Terry Warner）が創設。
- 2007年8月13日 - アービンジャー・インスティチュート・ジャパン株式会社（英: ARBINGER INSTITUTE JAPAN CO., LTD.）設立。

## 支部
- 日本支部

日本でアービンジャーの考え方を伝えるために設立され、個人や中小企業、グローバル企業の研修を行っている。
個人や組織の中に蔓延する不和・対立を「箱（自己欺瞞：Self Deception）」の考え方を基に、企業風土改革やマインドセットの変革で解決する。
| 所在地           | 所在地         | 所在地           |
| ---------------- | -------------- | ---------------- |
| 中華人民共和国   | 大韓民国       | シンガポール     |
| タイ王国         | マレーシア     | レバノン         |
| イスラエル       | サウジアラビア | インド           |
| 南アフリカ共和国 | オーストラリア | ニュージーランド |
| イギリス         | ノルウェー     | スウェーデン     |
| スペイン         | デンマーク     | オランダ         |
| ドイツ           | ハンガリー     | ルーマニア       |
| アメリカ         | メキシコ       | コロンビア       |
| ブラジル         | カリブ海地域   |                  |

## 主な出版物
タイトルの「箱」とは自己欺瞞のことである。
- 自分の小さな「箱」から脱出する方法（2006年10月19日発売）
- 2日で人生が変わる「箱」の法則（2007年9月6日発売）
- 実践 自分の小さな「箱」から脱出する方法（2008年2月21日発売）
- 日常の小さなイライラから解放される「箱」の法則―感情に振りまわされない人生を選択する（2014年5月21日発売）
- 2日で人生が変わる「箱」の法則 決定版 人間関係のモヤモヤを解決するために（2017年6月2日発売）
- 自分の小さな「箱」から脱出する方法 ビジネス篇 管理しない会社がうまくいくワケ（2017年8月25日発売）

## メディア放送・掲載
- 2016年1月9日 五郎丸歩は同社の書籍を思い出す本・忘れない本として述べている[9]。
- 2017年3月19日 ニュースモーニングサテライト[10]。